# بارهنگ شور
بارهنگ شور، عروس شوره‌زار (نام علمی: Psylliostachys) نام یک سرده از تیرهٔ بهمنیان (گیاه‌شناسی) است.